# Flujo de curvatura promedio
En el campo de la geometría diferencial en matemáticas, el flujo de curvatura media es un ejemplo de un flujo geométrico de hipersuperficies en una variedad riemanniana (por ejemplo, superficies lisas en el espacio euclidiano tridimensional ). Intuitivamente, una familia de superficies evoluciona bajo un flujo de curvatura promedio si la componente normal de la velocidad a la que se mueve un punto en la superficie viene dada por la curvatura media de la superficie. Por ejemplo, una esfera redonda evoluciona bajo un flujo de curvatura media al encogerse hacia dentro uniformemente (ya que el vector de curvatura media de una esfera apunta hacia adentro). Excepto en casos especiales, el flujo de curvatura promedio desarrolla singularidades .
Bajo la restricción de que el volumen incluido es constante, esto se llama flujo de tensión superficial.
Es una ecuación diferencial parcial parabólica, y puede interpretarse como «suavizado».

## Ejemplos físicos
El ejemplo más familiar de flujo de curvatura promedio es la evolución de las películas de jabón. Un fenómeno bidimensional similar son las gotas de aceite en la superficie del agua, que se convierten en discos (límite circular).
El flujo de curvatura promedio se propuso originalmente como un modelo para la formación de límites de grano en el recocido de metal puro.

## Propiedades
La ecuación de flujo es una ecuación diferencial parcial parabólica.
En particular, esto garantiza la existencia de una solución para valores pequeños del parámetro de tiempo.
El flujo de curvatura promedio extremaliza el área de la superficie, y las superficies mínimas son los puntos críticos para el flujo de curvatura promedio; Los mínimos resuelven el problema isoperimétrico.
Habitualmente, el flujo de curvatura media forma una característica en un tiempo finito, del cual el flujo deja de determinarse.
Bajo la acción de un flujo, una hipersuperficie convexa cerrada en el espacio euclidiano permanece convexa. Además, se colapsa a un punto en un tiempo finito, e inmediatamente hasta este punto la superficie se acerca a la esfera estándar dentro de un cambio de escala.
En una variedad de Riemann general, la convexidad de una hipersuperficie no se conserva en el flujo, incluso si además necesitamos la positividad de la curvatura seccional.
Para los colectores integrados en una variedad de Kähler-Einstein, si la superficie es una subvariedad lagrangiana, el flujo de curvatura media es de tipo lagrangiano, por lo que la superficie evoluciona dentro de la clase de subvariedades lagrangianas.
La fórmula de monotonicidad de Huisken proporciona una propiedad de monotonía de la convolución de un núcleo de calor invertido en el tiempo con una superficie sometida al flujo de curvatura medio.
Los flujos relacionados son:
- Flujo de acortamiento de curvas, el caso unidimensional de flujo de curvatura media
- el flujo de tensión superficial
- el flujo de curvatura media lagrangiano
- el flujo de curvatura media inversa

## Ecuación general
Una familia de superficies de un parámetro {\displaystyle f_{t}\colon S\hookrightarrow M} es un flujo de curvatura media si
{\displaystyle {\frac {\partial f_{t}(x)}{\partial t}}=H_{t}(x)\cdot n(x),}
donde {\displaystyle H_{t}(x)} y {\displaystyle n(x)} denotan la curvatura media y el vector unitario normal a la superficie {\displaystyle f_{t}(S)} en el punto {\displaystyle f_{t}(x)}.

## Flujo de curvatura media de una superficie tridimensional
La ecuación diferencial para el flujo de media curvatura de una superficie dada por {\displaystyle z=S(x,y)} es dado por
{\displaystyle {\frac {\partial S}{\partial t}}=2D\ H(x,y){\sqrt {1+\left({\frac {\partial S}{\partial x}}\right)^{2}+\left({\frac {\partial S}{\partial y}}\right)^{2}}}}
con {\displaystyle D} re siendo una constante relacionando la curvatura y la velocidad de la superficie normal, y siendo la curvatura media
{\displaystyle {\begin{aligned}H(x,y)&={\frac {1}{2}}{\frac {\left(1+\left({\frac {\partial S}{\partial x}}\right)^{2}\right){\frac {\partial ^{2}S}{\partial y^{2}}}-2{\frac {\partial S}{\partial x}}{\frac {\partial S}{\partial y}}{\frac {\partial ^{2}S}{\partial x\partial y}}+\left(1+\left({\frac {\partial S}{\partial y}}\right)^{2}\right){\frac {\partial ^{2}S}{\partial x^{2}}}}{\left(1+\left({\frac {\partial S}{\partial x}}\right)^{2}+\left({\frac {\partial S}{\partial y}}\right)^{2}\right)^{3/2}}}.\end{aligned}}}
En los límites {\displaystyle |{\frac {\partial S}{\partial x}}|\ll 1} y {\displaystyle |{\frac {\partial S}{\partial y}}|\ll 1}, de modo que la superficie es casi planar con su normal casi paralelo al eje z, esto reduce a una ecuación de difusión
{\displaystyle {\frac {\partial S}{\partial t}}=D\ \nabla ^{2}S}
Mientras que la ecuación de difusión convencional es una ecuación diferencial parcial parabólica lineal y no desarrolla singularidades (cuando se avanza en el tiempo), el flujo de curvatura media puede desarrollar singularidades porque es una ecuación parabólica no lineal. En general, es necesario poner restricciones adicionales en una superficie para evitar singularidades bajo flujos de curvatura medios.
Cada superficie convexa lisa se colapsa hasta un punto bajo el flujo de curvatura media, sin otras singularidades, y converge a la forma de una esfera cuando lo hace. Para superficies de dimensión dos o más, este es un teorema de Gerhard Huisken ; para el flujo de acortamiento de curva unidimensional es el teorema de Gage-Hamilton-Grayson. Sin embargo, existen superficies incrustadas de dos o más dimensiones además de la esfera que permanece auto-similar cuando se contraen a un punto bajo el flujo de curvatura media, incluido el toro Angenent .